# Eugene Schmitz
Pour les articles homonymes, voir Schmitz.
Eugene Edward Schmitz, né le 22 août 1864 à San Francisco et meurt le 20 novembre 1928 dans la même ville, est un homme politique et musicien américain. Il a été le maire de sa ville natale (1902-1907) lorsque le célèbre tremblement de terre de 1906 frappa et qu'un incendie gigantesque résultant du séisme ravagea la ville. Il fut par la suite accusé de corruption mais les chefs d'accusation furent abandonnés. Il vécut à San Francisco jusqu'à sa mort, en 1928.